# 1805 ve fotografii
Tento článek obsahuje významné fotografické události v roce 1805.

## Narození v roce 1805
- 20. ledna – Jessie Mann, raná skotská fotografka, asistentka Davida Octavia Hilla a Roberta Adamsona († 21. dubna 1867)
- 26. července – Claude Félix Abel Niépce de Saint-Victor, francouzský vynálezce v oboru fotografie († 7. dubna 1870)
- ? – Luigi Sacchi, italský fotograf († 1861)
- ? – Gustave Souquet, průkopník francouzské archeologické fotografie († 1867)
- ? – John McCosh, skotský armádní chirurg, který pořizoval dokumentární fotografie během své služby v Indii a Barmě (5. března 1805 – 18. ledna / 16. března 1885)

## Úmrtí v roce 1805
- 10. července – Thomas Wedgwood, anglický průkopník fotografie (* 14. května 1771)